# Museu del Treball
El Museu del Treball o Museum der Arbeit és un museu de la ciutat d'Hamburg a Alemanya. La col·lecció permanent del museu mostra l'evolució del treball dins la indústria manufacturera des de l'inici de la revolució industrial cap a avui. A més s'organitzen exposicions que il·lustren com la industrialització va portar canvis societals, culturals i econòmics. El museu és una etapa principal a la Ruta europea de la cultura industrial (ERIH European Route of Industrial Heritage).
El museu es dispers a tres llocs: el Museu del Treball (seu principal), el Museu del Port (Havenmuseum) i el Museu de la Speicherstadt (Speicherstadtmuseum).

## Museu del Treball
La seu principal es troba al barri de Barmbek-Nord a una antiga fàbrica de cautxú de la New-York Hamburger Gummi-Waaren Compagnie al marge de l'Osterbek.
No només s'exposen antigues màquines industrials, però també s'organitzen regularment demonstracions animades durants les quals els visitants poden, per exemple, utilitzar antigues impremtes. Com que les visites són més interessants quan les màquines funcionen o quan les operacions de manutenció es demostren, s'aconsella de consultar el programa al web abans de visitar el museu o les seves dependències.

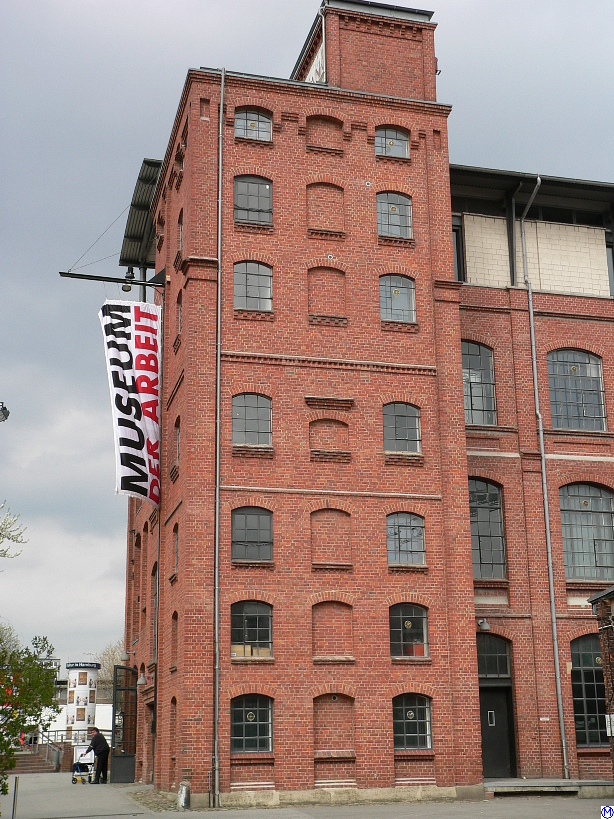
Edifici principal
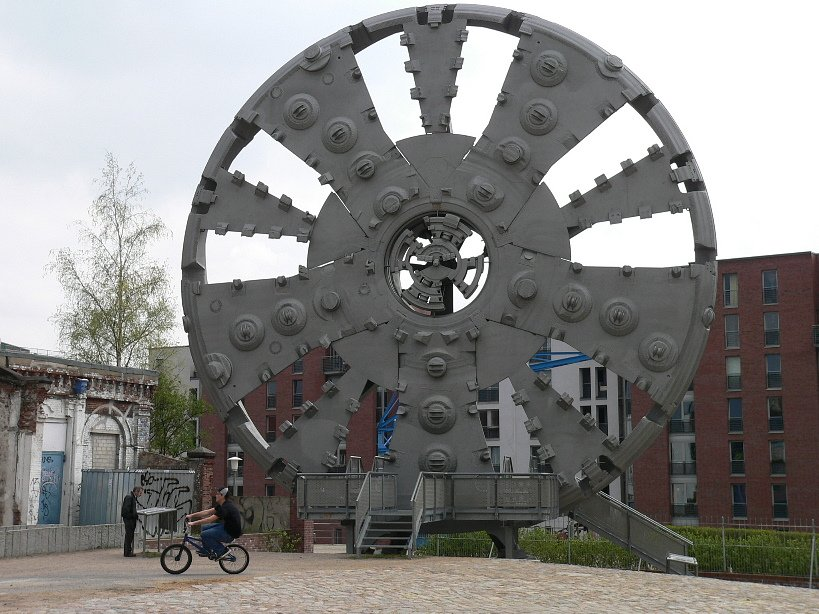
La roda de la fresadora TRUDE, utilitzada per l'excavació del túnel de l'autopista sota l'Elba
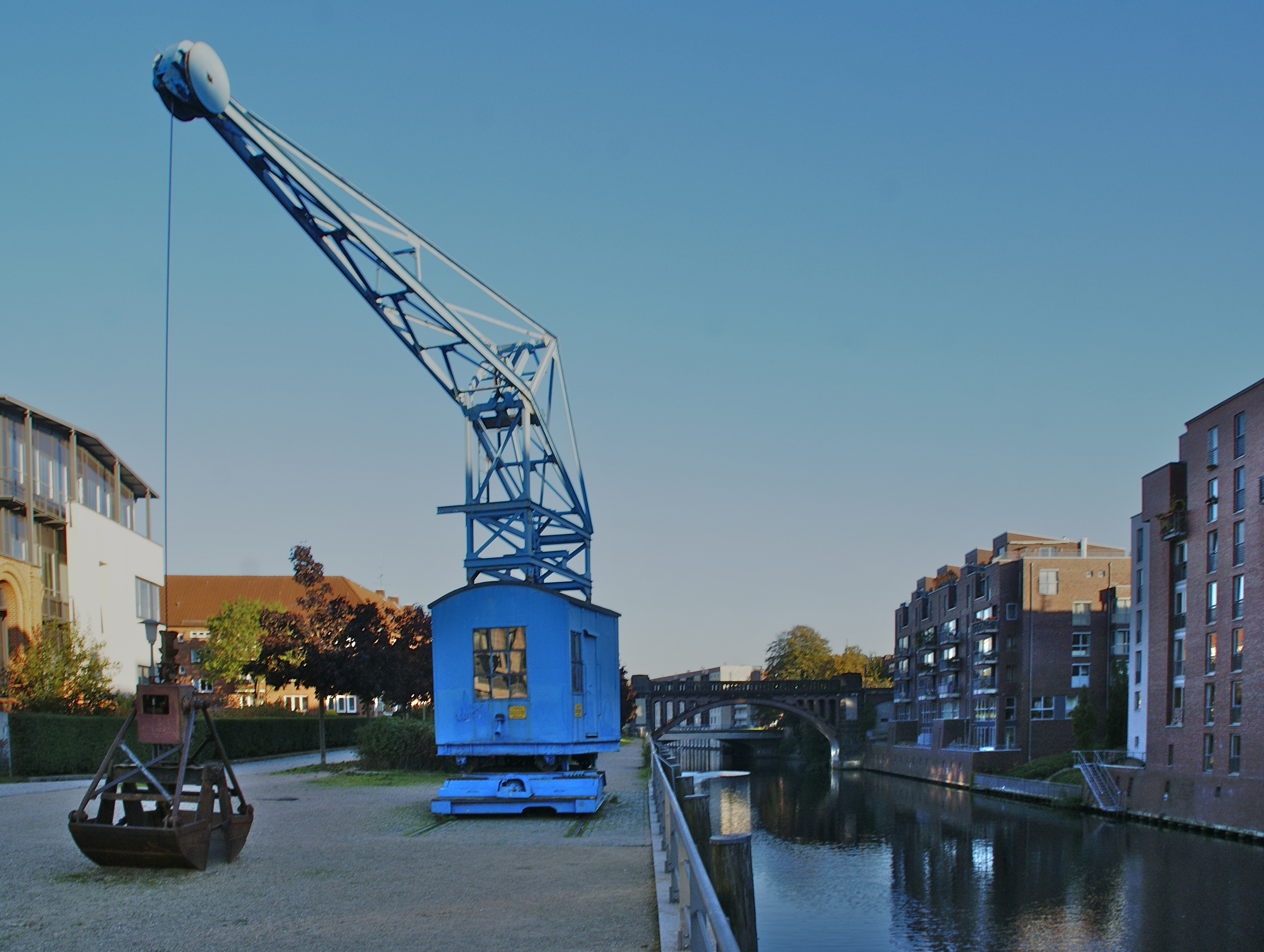
Grua a la plaça Bert-Kaempfert-Platz al marge de l'Osterbek

## Museu del Port - Hafenmuseum

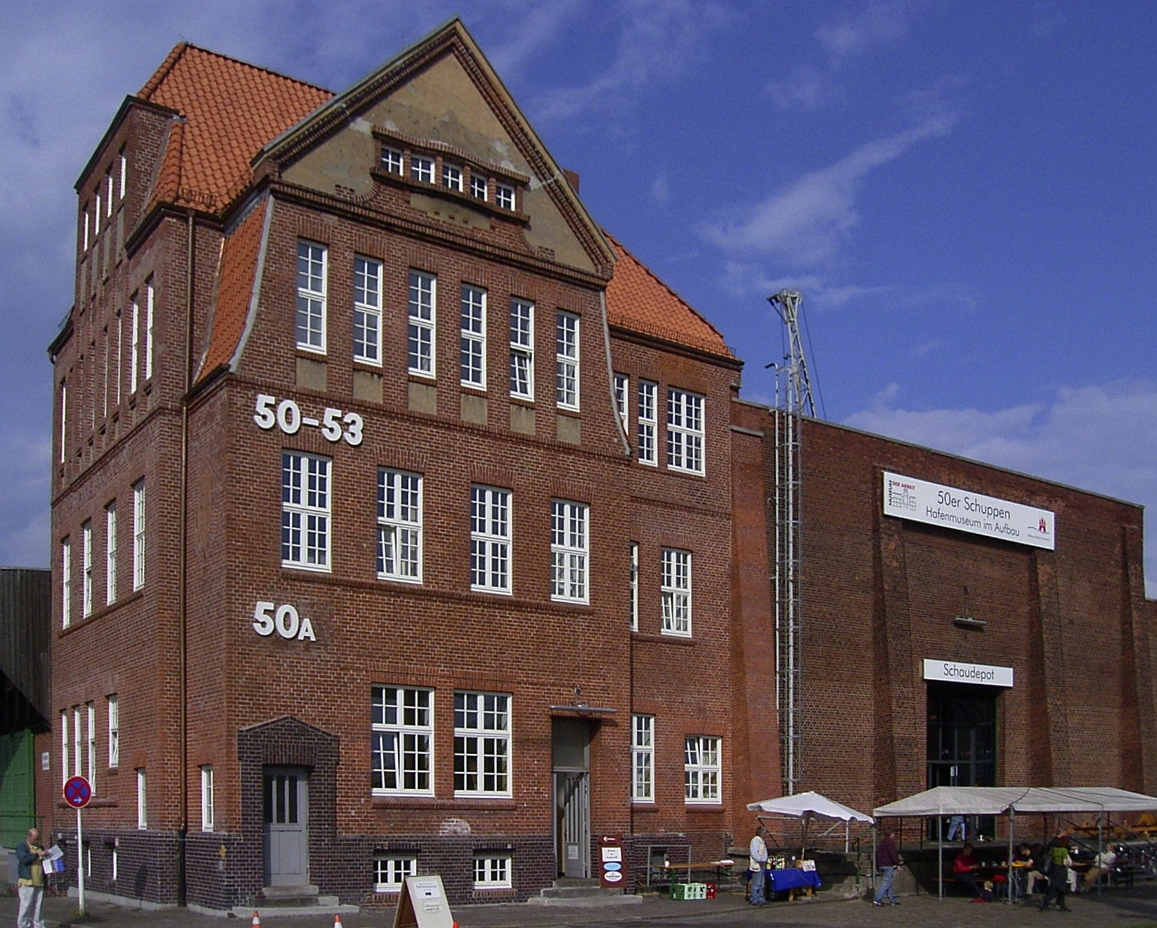
El museu del port al Magatzem núm. 50A al Kleiner Grasbrook

El museu explica la història del desenvolupament dels oficis al port d'Hamburg des del segle xix cap a avui. S'hi fan demostracions de transbordament de mercaderies amb grues, barcasses i altre equipament original de l'època abans l'arribada dels contenidors. Es troba al barri de Kleiner Grasbrook.

## Speicherstadtmuseum
Vers la fi del segle xix, la ciutat d'Hamburg va construir un port nou a l'est de la ciutat amb canals, dàrsenes i magatzems. Per la construcció de la Speicherstadt o ciutat de l'emmagatzematge un barri densament poblat va ser expropiat i enderrocat. Les noves instal·lacions van inaugurar-se el 1888. Un segle més tard, la zona va ser abandonada com que el calat i l'amplada de les dàrsenes no era suficient per als portacontenidors sempre més grans. El museu explica el desenvolupament del port i dels oficis de la manutenció durant un segle (1888-1988) dins un magatzem original. S'hi veu com un barri viu i obrer va desaparèixer per fer espai al port i com, un segle més tard, els urbanistes van transformar el port abandonat en zona d'habitatge moderna per a gent adinerada, l'actual barri del Hafencity entre l'Elba i la ciutat vella.